# Cordilheira Kitanglad
A cordilheira Kitanglad é uma cordilheira que domina a parte norte-central da província de Bukidnon, na ilha de Mindanau, no sul das Filipinas. Ocupa partes de oito municípios e cidades na província, entre os quais Talakag, Baungon, Libona, Fortich Manolo, Impasug ong, Lantapan, e Malaybalay. A cordilheira é um dos poucos espaços florestais restantes nas Filipinas, e local de endemismos de espécies importantes na vida silvestre, raras como a águia-das-filipinas (Pithecophaga jefferyi).
O nome "Kitanglad" provém de uma lenda de que uma vez houve uma grande inundação que submergiu as terras nativas de Bukidnon e só a ponta da montanha, do tamanho de um "tanglad" (planta do limão), se manteve visível ("Kita" em cebuano).